# Elsie, Michigan
Elsie är en ort (village) i Clinton County i Michigan. Vid 2010 års folkräkning hade Elsie 966 invånare.